# ロスト・ケア
『ロスト・ケア』は、葉真中顕による日本のサスペンス小説。2013年2月20日に光文社から刊行された後、2015年2月20日に文庫化された。第16回日本ミステリー文学大賞新人賞受賞作品。
2023年、『ロストケア』のタイトルで映画化。（「#映画」参照。）

## 登場人物
斯波宗典（しば むねのり）
東京・八王子にある介護付き有料老人ホーム「フォレスト・ガーデン」に勤務する介護士。
大友秀樹（おおとも ひでき）
千葉地検松戸支部所属の検事。
羽田洋子（はねだ ようこ）
認知症の母と幼い息子と暮らすシングルマザー。
佐久間功一郎（さくま こういちろう）
介護付き有料老人ホーム「フォレスト・ガーデン」に勤務する介護士で、大友の旧友。

## 書誌情報
- 単行本：2013年2月15日発売、光文社、ISBN 978-4-334-92874-2
- 文庫本：2015年2月10日発売、光文社文庫、ISBN 978-4-334-76878-2

## 映画
『ロストケア』のタイトルで、2023年3月24日に公開された。監督は前田哲、松山ケンイチと長澤まさみは本作が初共演となる。撮影は山梨県、長野県の下諏訪町、伊那市、岡谷市で行われた。

### あらすじ
ケアセンター八賀の職員、斯波宗典は若くして白髪だらけな風貌ながらとても献身的な介護士。親切な仕事でセンターの利用者からも好感を持たれ、新人や同センターの同僚、センター長からも信頼される好人物だった。
ある日、利用者の自宅でその父親とセンター長である団元晴が亡くなっているのが発見される。借金があり金にだらしなかった彼は事務所にある利用者の合鍵を持っており、窃盗目的で犯行に及び、その最中に足を滑らせて階段から落ちての事故死である可能性が濃厚な線だった。しかし屋内に落ちていた注射器の存在だけが不明の中、犯行近くの防犯カメラ映像から斯波がアリバイの証言と異なる行動をとっていたことが判明する。彼を取り調べると、利用者が心配で利用者宅へ赴いた所、団と鉢合わせとなり、口論の末にもみ合い、階段から転落死させてしまったことを語る。
正当防衛を主張する斯波宅の家宅捜索を行い、3年間分の介護ノートを見つける。それとは別にケアセンター八賀での利用者の死亡件数が県内平均よりも多いことがわかり、介護ノートと合わせて調査を行うと、斯波の休日に亡くなることが多いことと、別の利用者宅から盗聴器を見つけたことから彼を追及すると、斯波は殺人を認めた。その理由は、介護している家族のためであると語った。
取り調べの担当検事である大友秀美に、42人の老人を殺害したと自供する斯波。最初の一人は斯波自身の父親だった。数年前に斯波は認知症が進んで行く父親の介護のために職を辞めたが、父親の年金だけでは食べて行けず生活保護も受けられず、困窮の果てに死にたがる父親を手にかけた。それが、介護老人を殺すことは救いだという彼の思想の始まりだった。斯波に親を殺された被害者の中には、幸せを掴んで斯波を庇う者もいたが、同僚だった由紀は介護の仕事に絶望し、身体を売る商売に堕ちてしまった。
死刑判決を受けた斯波に、自分も父を殺したと打ち明ける検事の大友秀美。彼女の両親は離婚して秀美は母親に育てられたが、最近になって父親が連絡を試みて来たのだ。だが、秀美は無視して返信しなかった。その直後に父親は貧困の中で孤独死した。父の死の事実から逃げ続けていたが、最近になって父に詫びる境地に辿りついたと話す秀美。斯波も、父親を殺した後に、息子に感謝する遺書を見つけたことを思い出していた。

### キャスト
- 斯波宗典：松山ケンイチ
- 大友秀美：長澤まさみ[5][6]
- 椎名幸太：鈴鹿央士[10]
- 羽村洋子：坂井真紀[10]
- 梅田美絵：戸田菜穂[10]
- 猪口真理子：峯村リエ[10]
- 足立由紀：加藤菜津[10]
- 春山登：やす（ずん）[10]
- 柊誠一郎：岩谷健司[10]
- 団元晴：井上肇[10]
- 川内タエ：綾戸智恵[10]
- 沢登保志：梶原善[10]
- 大友加代：藤田弓子[10]
- 斯波正作：柄本明[10]

### スタッフ
- 原作：葉真中顕『ロスト・ケア』（光文社文庫刊）
- 監督：前田哲
- 脚本：龍居由佳里、前田哲
- 音楽：原摩利彦
- 主題歌：森山直太朗「さもありなん」（ユニバーサル ミュージック）[11]
- 製作：鳥羽乾二郎、太田和宏、與田尚志、池田篤郎 武田真士男
- エグゼクティブプロデューサー：福家康孝、新井勝晴
- プロデューサー：有重陽一
- ラインプロデューサー：鈴木嘉弘
- アソシエイトプロデューサー：松岡周作、渡久地翔
- 撮影：板倉陽子
- 照明：緑川雅範
- 美術：後藤レイコ
- 衣装：荒木里江
- ヘアメイク：本田真理子
- 装飾：稲場裕輔
- 音響統括：白取貢
- 録音：小清水建治
- 音響効果：赤澤勇二
- 編集：髙橋幸一
- VFXスーパーバイザー：佐藤正晃
- 助監督：土岐洋介
- キャスティング：山下葉子
- 制作担当：村上俊輔、松村隆司
- 配給：東京テアトル、日活
- 制作プロダクション：日活、ドラゴンフライエンタテインメント
- 製作幹事・日活、東京テアトル
- 製作：「ロストケア」製作委員会（日活、東京テアトル、東映ビデオ、東宝芸能、光文社）